# Holotrichia ernesti
Holotrichia ernesti är en skalbaggsart som beskrevs av Edmund Reitter 1902. Holotrichia ernesti ingår i släktet Holotrichia och familjen Melolonthidae. Inga underarter finns listade i Catalogue of Life.